# Carmen Lamas
Carmen Lamas (España, 1904 - Buenos Aires, 1990) fue una cantante de tango, vedette y primera actriz española que hizo su carrera en Argentina.

## Carrera
Carmen Lamas debutó en 1921 en el elenco encabezado por su padre, Miguel Lamas, actor y director español.
Fue una de las primeras figuras relevantes del teatro Maipo, una gran bataclana y una de las fundadoras del teatro revisteril y la mítica figura de "la vedette", formando el grupo de lo que se conocía, en aquel momento como, "Primera triple".
Entre sus numerosas obras teatrales se destacan tanto su incursión al mundo revisteríl como en el de comedia:
- ¿Quién dijo miedo? , estrenada el 29 de octubre de 1924, una revista de Roberto Cayol junto a las grandes figuras de la época dorada como Iris Marga, Dora Gález, César Fiaschi, Celia Gamez y una debutante Tita Merello.[2] Con la música original y adaptada por Arturo De Bassi. Allí Lamas debuta como primera Triple.
- Las alegres chicas del Maipo
- Me gustan todas
- Abajo los hombres
- La mejor revista
- Chispazos (1930) en el Teatro Empire con Roberto García Ramos, Tania y Héctor Quintanilla.
- Café Concierto 1900
- Gran cabalgata teatral, estrenada en marzo de 1942, junto a  Marcos Caplán, Blackie y Juan Carlos Thorry.[3]
- Mujeres, Flores y Alegría
- El Crimen del Palais Royal (1940), estrenada en el Teatro San Martín con Carlos Morganti y Roberto García Ramos.
- El callejón de la alegría
- A Juan I de Ardula le han encajado la mula
- Un regalo del destino (por iniciativa de Humberto Cairo)
- ¡Papá, cómprame un príncipe!
- ¡Qué quiere la Rasimi! en el Teatro Porteño, junto con Pepe Arias, Herminia Mancini, Gómez Bao y Marcelo Ruggero.
- El callejón de la alegría
- Dos Virginias para Pablo, encabezada por la Compañía de Augusto Codecá.
- ¡Papá, cómprame un príncipe!
- A Juan 1º de Ardula le han encajado la mula

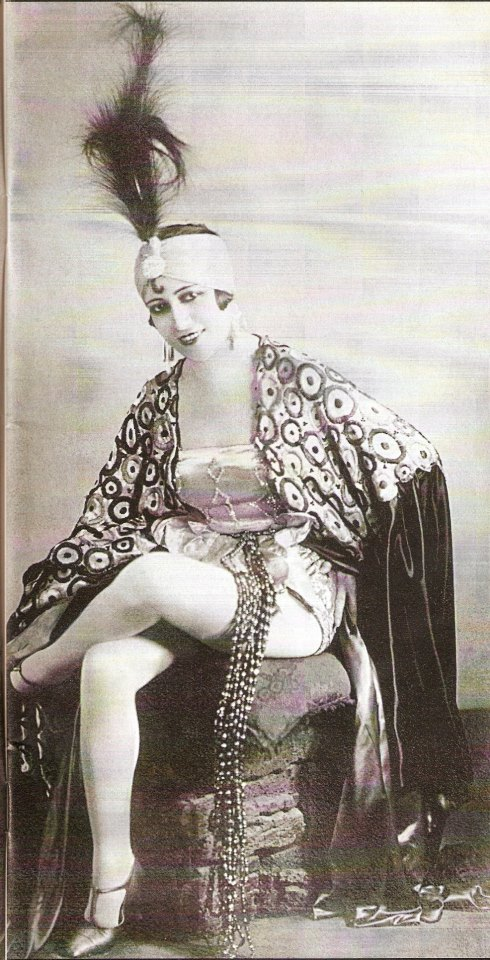
Carmen Lamas en teatro.

En teatro también compartió escena con las vedettes Amanda Ledesma y Paquita Garzón, y con la inolvidable y aclamada vedette estadounidense nacionalizada en Francia, con fama internacional Joséphine Baker.
En 1928 formó parte  de la Gran Compañía de Arte y Sátira  del teatro Sarmiento, a cargo de Manuel Romero y Luis Bayón Herrera  con Alfredo Camiña, Severo Fernández y José Otal.
Fue una "Chica Maipo", y compartió escena con grandes artistas como la gran vedette española Gloria Guzmán, Sofía Bozán y Olinda Bozán, Florencio Parravicini, Tania, Paquita Garzón, Severo Fernández, Teresa Blasco, Marcelino Ornat, Eloy Álvarez, Fina Suárez y Tito Lusiardo.
En 1931 viajó a Chile con la compañía de Tania bajo la dirección de Mario Bénard. Allí conoció a la bailarina Aída Martínez, a Enrique Santos Discépolo y a Alfredo Le Pera (guitarrista de Carlos Gardel); Discepolín y Le Pera crearon en ese momento el famoso tema  Carillón de la Merced, estrenándose  con gran éxito en el teatro Victoria de Santiago de Chile.
En 1933 hizo un espectáculo como primera vedette en el Teatro Fémina junto a un gran elenco en la que se destacaban Tita Vidal (segunda vedette), Severo Fernández y el actor cómico Héctor Quintanilla, Amanda Falcón (Tiple), Alberto Anchart y Vicente Climent . Presentando la obra Ensayo general (1933), comedia musical con una permanencia de 5 meses y más de 100 funciones. Con letra, libro y música de Marcel Monrad.
En 1934 trabajo en el Teatro Cómico en la Compañía Argentina de Grandes Espectáculos Musicales Los Cuatro Diablos, dirigida por Rafael Palacios. Junto a ella también estaban Ibis Blasco, Tita Merello, Severo Fernández, Héctor Quintanilla, Eloy Álvarez y Fina Suárez.
El 6 de enero de 1938 la Casa del Teatro abrió sus puertas y la vedette fue una de los primeros 8 huéspedes invitados a pasar el día allí por el presidente Agustín Justo. Otras figuras fueron  el director de cine Hugo Fregonese, Luis Moglia Barth, Roberto Airaldi, y las actrices Nélida Romero y María Esther Buschiazzo.
En 1952, y ya como actriz seria, hizo Te casarás Gaspar, de Livio y Guido Merico, estrenada en el Teatro Casino. En el elenco estaban Daniel de Alvarado, Marcelino Ornat, Liana Noda, Nelly Panizza y Leda Zanda.
Carmen Lamas también fue una gran cantante de tango que supo tocar con grandes músicos como el director y compositor Adolfo Rafael Avilés y su orquesta.

## Filmografía
En lo que se refiere al cine incursionó en los films:
- 1936: Radio Bar
- 1939: Giácomo
- 1939: Margarita, Armando y su padre
- 1946: Chiruca

## Vida privada
Tuvo un romance pasajero con el compositor argentino, nacido en Brasil, Alfredo Le Pera, a quien había conocido en el Teatro Sarmiento. Le Pera solía apodarla cariñosamente "China". Pero al poco tiempo él la dejó por su futura esposa, la bailarina Aída Martínez. 
Carmen Lamas se casó con Miguel Gandara y tuvo un hijo, médico, llamado Miguel Gandara